# NGC 4093
NGC 4093 est une galaxie elliptique compacte située dans la constellation de la Chevelure de Bérénice. NGC 4093 a été découverte par l'astronome prussien Heinrich Louis d'Arrest en 1864.

## Caractéristiques
Selon la base de données Simbad, NGC 4093 est une galaxie LINER, c'est-à-dire une galaxie dont le noyau présente un spectre d'émission caractérisé par de larges raies d'atomes faiblement ionisés.

### Distance
Sa vitesse par rapport au fond diffus cosmologique est de 7 450 ± 22 km/s, ce qui correspond à une distance de Hubble de 109,9 ± 7,7 Mpc (∼358 millions d'al). 
À ce jour, une mesure non basée sur le décalage vers le rouge (redshift) donne une distance d'environ 112,000 Mpc (∼365 millions d'al). Cette valeur est à l'intérieur des valeurs de la distance de Hubble.

## Groupe de NGC 4066

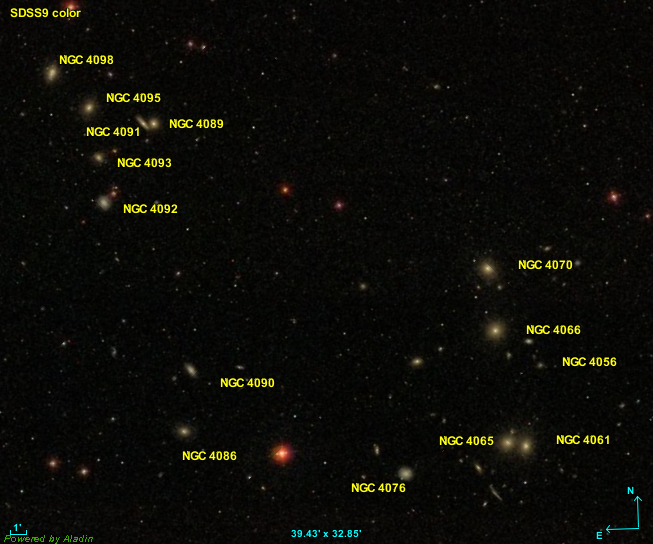
Une région densément peuplée de galaxies.

Le groupe de NGC 4066 compte au moins quatre membres : NGC 4061, NGC 4066, NGC 4070 et NGC 4098. Comme le montre l'image obtenue des données de l'étude SDSS, cette région de la constellation de la Chevelure de Bérénice est densément peuplée de galaxies. La distance moyenne du groupe de NGC 4066 séparant les quatre galaxies de la liste de Mahtessian de la Voie lactée est de 112.2 Mpc. Plusieurs galaxies de cette région auraient pu être incluses dans la liste de Mahtessian, mais elles figurent pas ni dans le groupe de NGC 4066 ni dans un autre groupe de cet article. Ces galaxies sont NGC 4056 (113,9 Mpc), NGC 4086 (109,3 Mpc), NGC 4089 (111,3 Mpc), NGC 4090 (112,4 Mpc), NGC 4093 (109,9 Mpc) et NGC 4095 (110,2 Mpc).